# Balkh (fiume)
Il Balkh o Balch (noto anche come Balchab e, nel corso superiore, Rud-e Band-e Amir) è un fiume dell'Afghanistan centrale e settentrionale.
Ha la sua sorgente circa 50 km a nord-ovest di Bamiyan. Scorre attraverso i laghi Band-e Amir in direzione ovest, poi piega verso nord-ovest e infine verso nord. Scorre attraverso la regione montuosa dell'Afghanistan centrale dirigendosi prevalentemente a nord. Alla fine raggiunge la pianura dell'Afghanistan settentrionale circa 20 chilometri a ovest di Mazar-e Sharif e 10 chilometri a sud della città di Balkh. Poi il fiume svolta a ovest e oltrepassa la città di Aqchah e infine, suddividendosi in molti rami, disperde le sue acque nel deserto a nord-ovest di Mingajik.
Nell'antichità il Balkh era noto come Baktros e scorreva ancora fino all'Oxos.
Il Balkh ha una lunghezza di circa 450 chilometri.